# 伴站
伴站（日语：／ Tomo eki */?）是位於廣島縣廣島市安佐南區伴東二丁目，廣島高速交通的廣島新交通1號線（Astram線）車站。

## 歷史
- 1994年（平成6年）8月20日 - 車站啟用[1]。
- 1999年（平成11年）3月20日 - 在時間表修正後，此站成為急行列車通過站[1]。
- 2000年（平成12年） - 成為業務委託車站[2]。
- 2004年（平成16年）3月20日 - 在時間表修正後，取消急行列車班次，所有列車停靠此站[1]。
- 2009年（平成21年）8月8日 - 此站開始可以使用PASPY[1]。
- 2015年（平成27年） - 站內廣播與月台發車牌翻新至與新白島站同等級。

## 車站構造
車站是一座架空車站，設有1面2線的島式月台。月台下一層設有售票機和閘機。
車站顏色為■黃色。

### 月台
| 月台 | 路線             | 上下行 | 方向           |
| ---- | ---------------- | ------ | -------------- |
| 1    | ■廣島新交通1號線 | 下行   | 廣域公園前方向 |
| 2    | ■廣島新交通1號線 | 上行   | 本通方向       |

## 車站周邊
- 安佐南區體育中心
- 廣陵高等學校
- 廣島市立伴東小學
- 廣島小野原郵局
- 和泉 沼田店
- Daiso & 青山 100YEN PLAZA沼田店
- 順天堂（日语：ジュンテンドー）沼田店

## 利用状況
以下數據取自《廣島市統計書》。Astram線公開了「1年總乘車人次」和「1年總下車人次」。1日平均乘車人次數據中，是以當年度的總乘車人次除以365（閏年為366），再取自小數點後1位。Astram線所提供的數據以1,000人為單位，因此，平均數中會有誤差。
| 年度               | 1日平均 乘車人次 | 1年總 乘車人次 | 1年總 下車人次 |
| ------------------ | ---------------- | -------------- | -------------- |
| 1995年（平成07年） | 983.6            | 360,000        | 333,000        |
| 1996年（平成08年） | 1,137.0          | 415,000        | 385,000        |
| 1997年（平成09年） | 1,169.9          | 427,000        | 398,000        |
| 1998年（平成10年） | 1,219.2          | 445,000        | 411,000        |
| 1999年（平成11年） | 1,172.1          | 429,000        | 393,000        |
| 2000年（平成12年） | 1,200.0          | 438,000        | 397,000        |
| 2001年（平成13年） | 1,224.7          | 447,000        | 400,000        |
| 2002年（平成14年） | 1,249.3          | 456,000        | 410,000        |
| 2003年（平成15年） | 1,265.0          | 463,000        | 424,000        |
| 2004年（平成16年） | 1,235.6          | 451,000        | 411,000        |
| 2005年（平成17年） | 1,216.4          | 444,000        | 402,000        |
| 2006年（平成18年） | 1,216.4          | 444,000        | 402,000        |
| 2007年（平成19年） | 1,254.1          | 459,000        | 420,000        |
| 2008年（平成20年） | 1,323.3          | 483,000        | 438,000        |
| 2009年（平成21年） | 1,323.3          | 483,000        | 442,000        |
| 2010年（平成22年） | 1,309.6          | 478,000        | 431,000        |
| 2011年（平成23年） | 1,357.9          | 497,000        | 445,000        |
| 2012年（平成24年） | 1,405.5          | 513,000        | 460,000        |
| 2013年（平成25年） | 1,474.0          | 538,000        | 481,000        |
| 2014年（平成26年） | 1,490.4          | 544,000        | 485,000        |
| 2015年（平成27年） | 1,573.8          | 576,000        | 518,000        |
| 2016年（平成28年） | 1,649.3          | 602,000        | 547,000        |
| 2017年（平成29年） | 1,616.4          | 590,000        | 535,000        |
| 2018年（平成30年） | 1,542.5          | 563,000        | 513,000        |
| 2019年（令和元年） | 1,486.3          | 544,000        | 500,000        |

## 相鄰車站
廣島高速交通
廣島新交通1號線（Astram線）
長樂寺－伴－大原

## 注腳
1. 1 2 3 4 5  曾根悟（監修）. 朝日新聞出版分冊百科編集部（編集） , 编. . 週刊朝日百科. 30号 モノレール・新交通システム・鋼索鉄道. 朝日新聞出版. 2011-10-16: 25 （日语）.
2. ↑   (PDF). 廣島高速交通.   [2017-08-08]. （原始内容存档 (PDF)于2021-06-02） （日语）.

## 外部連結
- Astram線　官方網站 （页面存档备份，存于）（日語）